# Spartacus Run
Spartacus Run was een zestiendelige tv-serie die in de zomer van 2022 door de Vlaamse commerciële zender VTM werd uitgezonden.

## Concept
Per aflevering nemen twee bekende Vlamingen het tegen elkaar op in een vier kilometer lang hindernissenparcours bezaaid met tien obstakels.  Uiteindelijk nemen de beste het tegen elkaar op in de finale. Het programma wordt gepresenteerd door Andy Peelman. De voice-overs zijn van Michel Wuyts. De opnames vonden plaats in domein De Vijvers in Averbode.
Het programma werd gewonnen door Aagje Vanwalleghem bij de vrouwen en door Christopher Timmerman bij de mannen.

## Parcours
- Hindernis 1: zandzakken
- Hindernis 2: containerberg
- Hindernis 3: modderbad
- Hindernis 4: apenlijn
- Hindernis 5: schuifaf
- Hindernis: ijsbad (bijgevoegd in de halve finale)
- Hindernis: zakkenslee (bijgevoegd in de mannenfinale)
- Hindernis: bel (bijgevoegd in de halve finale)
- Hindernis 6: waterkooi
- Hindernis 7: waterval
- Hindernis 8: hangbrug
- Hindernis 9: slotgracht
- Hindernis 10: de muur
- Finish

## Voorrondes
| Aflevering | Datum        | Kijkcijfers | Kandidaat 1          | Tijd (incl. straftijd) | Kandidaat 2           | Tijd (incl. straftijd) | Beste tijd            |
| ---------- | ------------ | ----------- | -------------------- | ---------------------- | --------------------- | ---------------------- | --------------------- |
| 1          | 27 juni 2022 | 330.914     | Laura Tesoro         | 39:48:72               | Lindsay De Bolle      | 55:47:22               | Laura Tesoro          |
| 2          | 28 juni 2022 | 253.800     | Sean Dhondt          | 20:14:41               | Ian Thomas            | 29:10:00               | Sean Dhondt           |
| 3          | 29 juni 2022 | 303.795     | Francesco Planckaert | 20:59:40               | Christopher Timmerman | 19:28:45               | Christopher Timmerman |
| 4          | 30 juni 2022 | 233.862     | Sammy Mahdi          | 35:14:17               | Ben Weyts             | 27:32:15               | Ben Weyts             |
| 5          | 4 juli 2022  | 253.235     | Davy Gilles          | 31:12:00               | Gunther Levi          | 24:05:37               | Gunther Levi          |
| 6          | 5 juli 2022  | 153.248     | Vincent Fierens      | 25:14:00               | Maarten Vancoillie    | 30:01:00               | Vincent Fierens       |
| 7          | 6 juli 2022  | 176.242     | Lauren Versnick      | 31:59:59               | Average Rob           | 22:14:43               | Average Rob           |
| 8          | 7 juli 2022  | 173.322     | Tourist LeMC         | 19:44:83               | Dirk Van Tichelt      | 25:44:00               | Tourist LeMC          |
| 9          | 11 juli 2022 | 186.726     | Aagje Vanwalleghem   | 28:10:50               | Kim Gevaert           | 29:50:86               | Aagje Vanwalleghem    |
| 10         | 12 juli 2022 | 187.819     | Marcelo Ballardin    | Niet gefinisht         | Freek Braeckman       | 29:57:79               | Freek Braeckman       |
| 11         | 13 juli 2022 | 206.805     | Loïc Van Impe        | 25:30:13               | Amelie Albrecht       | 43:52:00               | Loïc Van Impe         |
| 12         | 14 juli 2022 | 153.540     | Johan Museeuw        | 1:15:03:01             | Jinnih Beels          | 44:32:93               | Jinnih Beels          |

### Rangschikking voorrondes
|    | Kandidaten            | Tijd (incl. straftijd) | Halve finale                        |
| -- | --------------------- | ---------------------- | ----------------------------------- |
| 1  | Christopher Timmerman | Zie hierboven          | Gekwalificeerd voor de halve finale |
| 2  | Tourist LeMC          | Zie hierboven          | Gekwalificeerd voor de halve finale |
| 3  | Sean Dhondt           | Zie hierboven          | Gekwalificeerd voor de halve finale |
| 4  | Francesco Planckaert  | Zie hierboven          | Gekwalificeerd voor de halve finale |
| 5  | Average Rob           | Zie hierboven          |                                     |
| 6  | Gunther Levi          | Zie hierboven          |                                     |
| 7  | Vincent Fierens       | Zie hierboven          |                                     |
| 8  | Loïc Van Impe         | Zie hierboven          |                                     |
| 9  | Dirk Van Tichelt      | Zie hierboven          |                                     |
| 10 | Ben Weyts             | Zie hierboven          |                                     |
| 11 | Aagje Vanwalleghem    | Zie hierboven          | Gekwalificeerd voor de finale       |
| 12 | Ian Thomas            | Zie hierboven          |                                     |
| 13 | Kim Gevaert           | Zie hierboven          | Gekwalificeerd voor de finale       |
| 14 | Freek Braeckman       | Zie hierboven          |                                     |
| 15 | Maarten Vancoillie    | Zie hierboven          |                                     |
| 16 | Davy Gilles           | Zie hierboven          |                                     |
| 17 | Lauren Versnick       | Zie hierboven          |                                     |
| 18 | Sammy Mahdi           | Zie hierboven          |                                     |
| 19 | Laura Tesoro          | Zie hierboven          |                                     |
| 20 | Amelie Albrecht       | Zie hierboven          |                                     |
| 21 | Jinnih Beels          | Zie hierboven          |                                     |
| 22 | Lindsay De Bolle      | Zie hierboven          |                                     |
| 23 | Johan Museeuw         | Zie hierboven          |                                     |
| 24 | Marcelo Ballardin     | Niet gefinisht         |                                     |

## Halve finale
De beste 4 mannen van in de totaal 17 deelnemende mogen door naar de halve finale. De beste 2 vrouwen van de 7 deelnemende gaan rechtstreeks door naar de finale.
Vanaf de halve finales zijn er twee extra hindernissen: een ijsbad en een bel die drie meter boven het wateroppervlak hangt en alleen via een klimkoord bereikbaar is.
| Aflevering | Datum        | Kijkcijfers | Kandidaat 1  | Tijd (incl. straftijd) | Kandidaat 2           | Tijd (incl. straftijd) | Beste tijd            |
| ---------- | ------------ | ----------- | ------------ | ---------------------- | --------------------- | ---------------------- | --------------------- |
| 13         | 18 juli 2022 | 256.173     | Sean Dhondt  | 23:04:14               | Christopher Timmerman | 21:36:41               | Christopher Timmerman |
| 14         | 19 juli 2022 | 214.690     | Tourist LeMC | 21:30:63               | Francesco Planckaert  | 29:29:66               | Tourist LeMC          |

### Rangschikking halve finale
|   | Kandidaten            | Tijd (incl. straftijd) | Finale                        |
| - | --------------------- | ---------------------- | ----------------------------- |
| 1 | Tourist LeMC          | Zie hierboven          | Gekwalificeerd voor de finale |
| 2 | Christopher Timmerman | Zie hierboven          | Gekwalificeerd voor de finale |
| 3 | Sean Dhondt           | Zie hierboven          |                               |
| 4 | Francesco Planckaert  | Zie hierboven          |                               |

## Finale
In de mannenfinale werd nog een extra proef toegevoegd: de zakkenslee, waarbij twee zandzakken van in totaal 24 kg over een deel van het traject moeten meegesleept worden.
| Aflevering | Datum        | Kijkcijfers | Kandidaat 1        | Tijd (incl. straftijd) | Kandidaat 2           | Tijd (incl. straftijd) | Beste tijd            |
| ---------- | ------------ | ----------- | ------------------ | ---------------------- | --------------------- | ---------------------- | --------------------- |
| 15         | 20 juli 2022 | 194.398     | Aagje Vanwalleghem | 24:23:53               | Kim Gevaert           | 31:19:29               | Aagje Vanwalleghem    |
| 16         | 21 juli 2022 | 259.614     | Tourist LeMC       | 22:17:37               | Christopher Timmerman | 21:50:76               | Christopher Timmerman |

### Rangschikking finale vrouwen
|   | Kandidaten         | Tijd (incl. straftijd) | Finale  |
| - | ------------------ | ---------------------- | ------- |
| 1 | Aagje Vanwalleghem | Zie hierboven          | Winnaar |
| 2 | Kim Gevaert        | Zie hierboven          |         |

### Rangschikking finale mannen
|   | Kandidaten            | Tijd (incl. straftijd) | Finale  |
| - | --------------------- | ---------------------- | ------- |
| 1 | Christopher Timmerman | Zie hierboven          | Winnaar |
| 2 | Tourist LeMC          | Zie hierboven          |         |